# Гікаят
Гікаят — форма малайської, індонезійської та брунейської літератури. Прозова повість у малайській літературі, або оповідання (в арабській) героїко-епічного, любовно-авантюрного, дидактичного, агіографічного або історичного характеру, що відрізняється більш-менш фантастичним змістом і анонімним авторством. Відомий з кінця 14 ст. Оповідання частково засновано на реальних історичних подіях, але значною мірою белетризоване. Для малайських і арабських гікаятів не потрібно дотримання віршованої форми, але для ачеського воно обов'язкове.

Поширеним сюжетом були пригоди молодого раджі-мандрівника, який шукав собі наречену, перемагав джинів та чарівників. З поширенням ісламу у ньому з'явилися також твори «Повість про сірому», «Повість про Інтрапутру», «Повість про шаха Кобата Леле Індру», «Повість про Ганга Тауха» тощо.